# Maglehem
Maglehem är en småort i Kristianstads kommun och kyrkby i Maglehems socken i Skåne, belägen nära Ystadsvägen mellan Degeberga och Brösarp i en trakt rik på fornlämningar.
Byns ursprungliga danska namn var Maglehjem.

## Befolkningsutveckling
| Befolkningsutvecklingen i Maglehem 1960–2015 | Befolkningsutvecklingen i Maglehem 1960–2015 | Befolkningsutvecklingen i Maglehem 1960–2015 | Befolkningsutvecklingen i Maglehem 1960–2015 | Befolkningsutvecklingen i Maglehem 1960–2015 |
| -------------------------------------------- | -------------------------------------------- | -------------------------------------------- | -------------------------------------------- | -------------------------------------------- |
|                                              |                                              |                                              |                                              |                                              |
| År                                           |                                              |                                              | Folkmängd                                    | Areal (ha)                                   |
| 1960                                         | 1960                                         |                                              | 202                                          |                                              |
| 1965                                         | 1965                                         |                                              | 202                                          |                                              |
| 1990                                         | 1990                                         |                                              | 171                                          | 32#                                          |
| 1995                                         | 1995                                         |                                              | 182                                          | 40#                                          |
| 2000                                         | 2000                                         |                                              | 183                                          | 40#                                          |
| 2005                                         | 2005                                         |                                              | 163                                          | 40#                                          |
| 2010                                         | 2010                                         |                                              | 164                                          | 40#                                          |
| 2015                                         | 2015                                         |                                              | 151                                          | 66#                                          |
| Anm.: Tätort 1960–1965 # Som småort.         |                                              |                                              |                                              |                                              |

## Samhället
Söder om byn ligger Blåherremölla, en liten by bestående av några hus och en 1700-talskvarn som drivs med vatten från Julebodaån. Namnet Blåherremölla kommer av det lokala uttrycket för häger, "blåherre". Kvarnen var i drift fram till 1944.
I byn finns Maglehems kyrka från 1200-talet med tidigmedeltida kalkmålningar.
Nordost om byn finns en äppelodling med tillhörande musteri, Maglehems musteri, som tillverkar musten Maglehem n:o 4.
Föreningen "Vi i Maglehem" anordnar olika evenemang i byn med omnejd för alla. Bland annat har de haft Gökottevandring fram till pandemins andra år 2021, som var ett samarrangemang med Olseröd där man turas om vartannat år att arrangera. Flera nya evenemang har tillkommit under de senaste åren så som tex den populära bakluckeloppisen, alltid sista söndagen i juli månad som även den är till för medlemmar, invånare, bygden sen har de även prova på hundkapp. I styrelsen verkar nu Yvonne och Ann-Sofie som startade prova på hundkapp för alla hundar. Yvonnes far och Ann-Sofies morfar var ett par av de som startade hundkapp i Maglehem på den gamla goda tiden. Föreningen har en ny styrelse sedan ett par år och numer har föreningen även kvinnlig ordföranden. Från år 2023 räddade föreningen Vi i Maglehem "Maglehemsdagen" och numer driver föreningen "Nya Maglehemsdagen" med kulturella inslag som hantverk, trevlig musik och populära föredrag för medlemmarna och bygden. 2024 startade Vi i Maglehem en utställning med temat "Mäns våld mot kvinnor" där Johanna Kjellkvists tavlor ställdes ut. Johanna Kjellkvist mördades brutalt av sin före detta pojkvän när hon hade lämnat honom. Föreningen Vi i Maglehem samlade in pengar till välgörande ändamål som tex kvinnojouren. Under utställningen föreningen anordnade under påsken fick de in pengar genom att sälja konstlotter där vinsterna kom från Curt Hillfon, Freja Hillfon, Märtha Lou Hillfon, Håkan Berg, Gunnar Larson, Lisa Larson, Susanna Dalla Santa, Anna Rochegova och Conny Famm. 

## Personer från och kultur i orten
Ett stort antal konstnärer är bosatta och verksamma här och under Östra Skånes Konstnärsgilles årliga konstrunda är Maglehem en central ort. I byn finns även kulturföreningen Maglehems Kulturförening och hembygdsföreningen Blåherremöllas Vänner samt gratismusikfestivalen Maglehemsfestivalen, som tidigare arrangerats i juni varje år, men som från och med 2012 flyttats till första helgen i augusti. Föreningen "Vi i Maglehem" är en aktiv förening som arrangerar olika höjdpunkter under hela året för bygdens befolkning och andra som gärna gör ett besök i Maglehem.
Premiär för den första utställningen,                                                                                                                                                           2024 anordnades den första utställningen med temat "Mäns våld mot kvinnor" av föreningen Vi i Maglehem. Utställningen blev en succé och drog ca 3000 personer till den lilla byn Maglehem under påskhelgen. 